# De Ingenieur

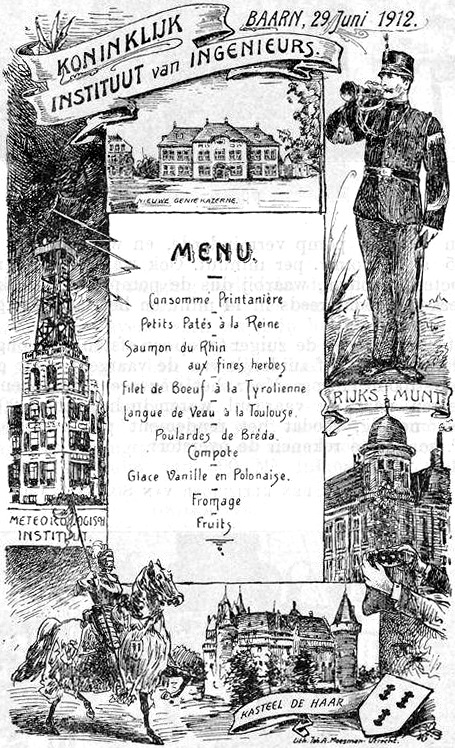
Abbildung aus dem 27. Jahrgang von 1912.

De Ingenieur ist eine traditionsreiche niederländische Fachzeitschrift zum Thema Ingenieurwissenschaften. Unter dem Motto Technik maakt je wereld (deutsch „Technologie erschafft Ihre Welt“) beschreibt sie aktuelle technologische Entwicklungen und die damit verbundene Politik. Herausgegeben wird sie seit mehr als 130 Jahren vom KIVI, dem Koninklijk Instituut van Ingenieurs (deutsch „Königliches Institut für Ingenieure“).

## Geschichte
Die erste Ausgabe erschien 1886 als Hausorgan des KIVI. Sie zählt somit zu den ältesten Fachzeitschriften der Niederlande. Von 1846 bis 1901 gab es daneben noch die Tijdschrift van het Koninklijk Instituut van Ingenieurs (das Journal des KIVI). Im Jahr 1901 fusionierten beide. In den ersten Jahrzehnten erschien De Ingenieur wöchentlich (siehe auch Exemplare unter Weblinks). Das Themenspektrum umfasste Technik und Wirtschaft. Damals war die Orientierung noch wissenschaftlich und De Ingenieur enthielt viele fundierte und ausführliche Fachartikel.
Ab 1973 begann ein Wandel von der technisch-wissenschaftlichen Ausrichtung hin zu einem Informationsblatt, der sich in den 1980er Jahren verstärkte. Spätestens mit der Umstellung auf monatliche Erscheinungsweise im Jahr 1985 verschwand der ursprüngliche Charakter. Die Artikel wurden bunter (auch im wahrsten Sinne mit Einführung von Farbbildern) und weniger tiefgründig.
Im Jahr 2006 verschwand auch der Kolophon und De Ingenieur wandelte sich von einer Fachzeitschrift zu einer Zeitschrift. Heutzutage bietet das Magazin eine journalistische Mischung aus Nachrichten, Hintergrundgeschichten und Interviews. Es erscheint nach wie vor in niederländischer Sprache und wird auch in Belgien und Luxemburg gelesen.